# Mafariello
Il Mafariello è una località montana situata nel parco regionale del Partenio, sulle pendici del monte Pizzone, nel comune di San Martino Valle Caudina, in provincia di Avellino, nell'Appennino campano.
Meta di escursionisti per la sua area picnic e per la sorgente di acqua oligo minerale offre la possibilità di seguire itinerari lungo antiche mulattiere, alcune anche in bicicletta. È stata sede di alcune bande brigantesche nel 1800, si segnala infatti la presenza della banda di Cipriano e Giona La Gala.

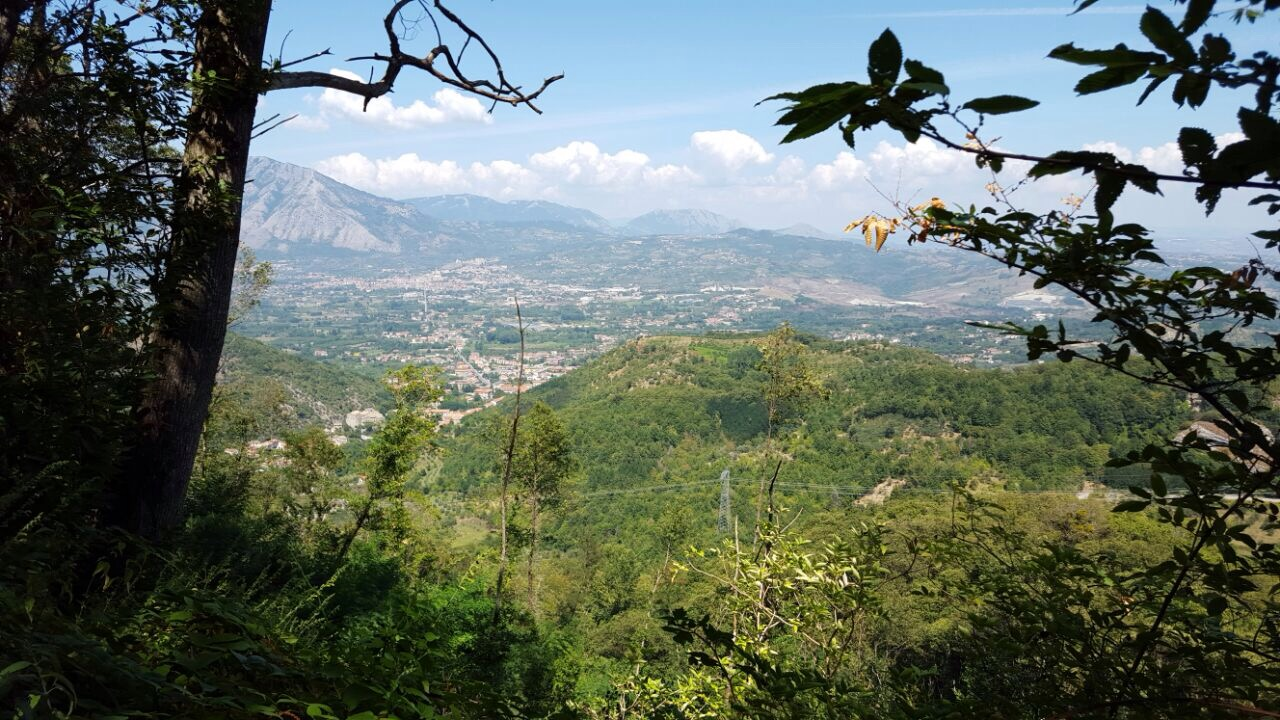
Vista da sopra il Mafariello

## Sorgente

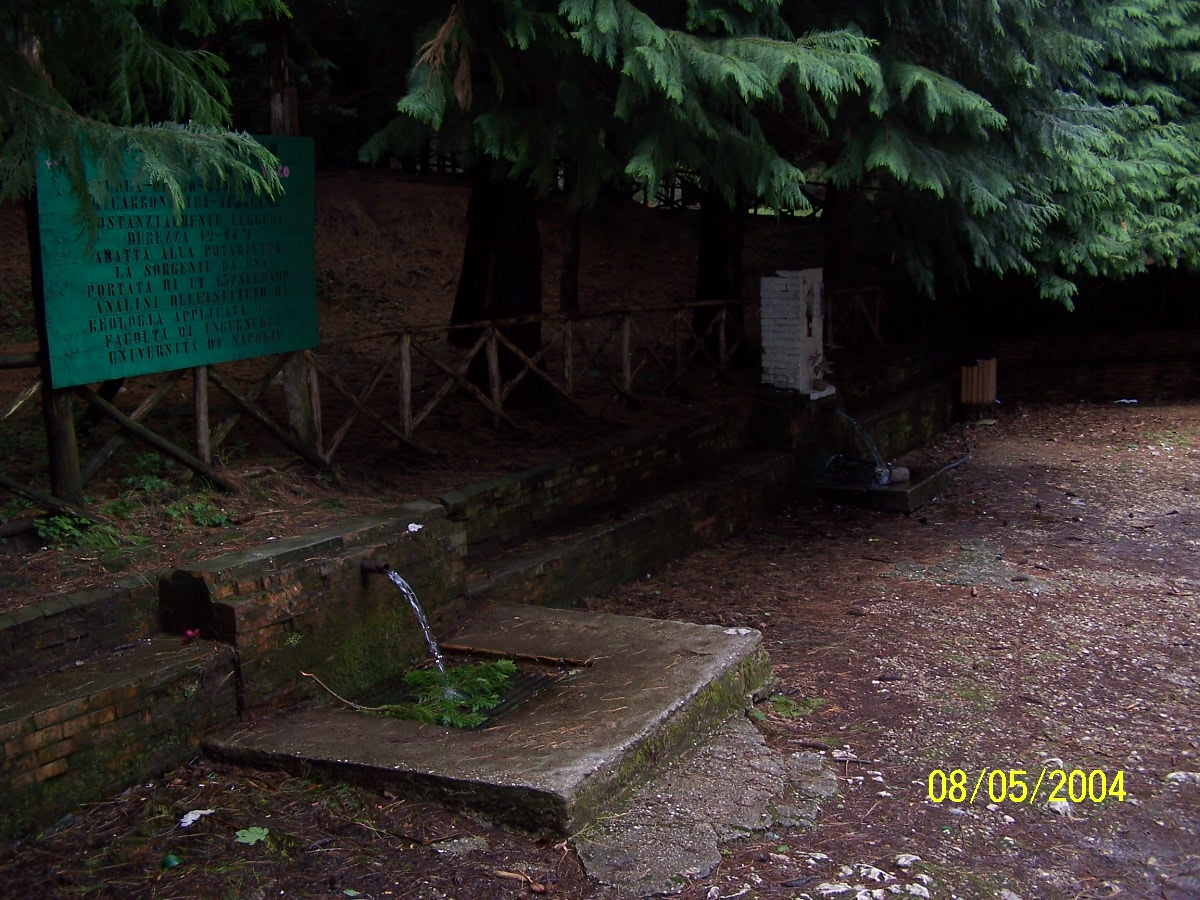
La fontana di Mafariello

L'acqua è oligominerale bicarbonatica alcalina, sostanzialmente leggera.
La sua durezza è pari a 12-14 °f e ha la portata di 1,3 L/s.

## Flora e fauna

### Flora
La località presenta una fitta vegetazione, prevalentemente boschiva. 
Tra i vari tipi di alberi è possibile trovare faggi, roverelle, lecci, castagni e vari tipi di alberi da frutto.
Le castagne che vi si producono vengono utilizzate per la produzione delle castagne del prete. Inoltre sono presenti erbe medicinali, che vengono utilizzate dai monaci dell'abbazia di Montevergine per produrre liquori o prodotti medicinali.

### Fauna
Si segnala la presenza di lupi, volpi, donnole, tassi, sparvieri, falchi pellegrini, gheppi, picchi, allocchi, gufi, civette e barbagianni.